# アレクサンドル・マキシム
アレクサンドル・ユリアン・マキシム（Alexandru Iulian Maxim, 1990年7月8日 - ）は、ルーマニア・ピアトラ・ネアムツ出身のサッカー選手。ルーマニア代表でもある。ポジションはMF。

## 経歴

### クラブ

#### 初期
オリンピア・ピアトラ・ネアムツ (Olimpia Piatra Neamţ)で選手生活を開始する。2004年に移籍したアルデアル・クルジュ (Ardealul Cluj)では、ミハイ・ラドゥツ、ヴラド・キリケシュらと一緒に研鑽を積み、2007年夏に彼らとバカウで行われた大会に出場した際に幾つかのクラブの注目を集め、ボグダン・モルドヴァン (Bogdan Moldovan)とプリメーラ・ディビシオン (スペイン1部)のRCDエスパニョールに引き抜かれた。2007-08シーズンには、ビジャレアルCFとのコパ・デ・カンペオネス・フベニール決勝戦で決勝点を挙げ優勝に貢献し、2009年にはセグンダ・ディビシオンB (スペイン3部)のBチームに昇格するなど順調だったが、2010年9月1日に同3部のCFバダロナへ期限付き移籍に出され、2011年8月9日にリーガ1 (1部)のCSパンドゥリイ・トゥルグ・ジウへ1+2年契約の完全移籍で放出された。

#### シュトゥットガルト
2013年1月31日、移籍金150万ユーロでドイツ･ブンデスリーガ (ドイツ1部)のVfBシュトゥットガルトへ2017年6月までの4年半契約で完全移籍した。2月14日にUEFAヨーロッパリーグ 2012-13のKRCヘンク戦で公式戦初出場、23日の1.FCニュルンベルク戦でリーグ戦初出場を飾った後、30日に昨季リーグ王者ボルシア・ドルトムント戦 (1-2)で初得点を挙げた。
2013-14シーズンは、開幕から4試合目となった2013年9月1日のTSG1899ホッフェンハイム戦 (6-2)で2得点2アシストを決め、次のヘルタ・ベルリン戦 (1-0)でクリスティアン・ゲントナーの決勝点をアシストといった具合に得点力のみならず、高いアシスト力を見せ、最終的に26試合7得点11アシストを記録した。

### 代表歴
2011年から2012年までU-21代表としてプレー。
2012年5月21日にスイスとオーストリアとの親善試合に向けてルーマニアA代表初招集される。30日のスイス戦で初出場を飾ると、出場3試合目となった9月11日の2014 FIFAワールドカップ・ヨーロッパ予選アンドラ戦で代表初得点を記録し、11月14日のベルギーとの親善試合でも得点した。

## 個人成績

### クラブでの出場記録
出典:
| クラブ             | シーズン         | 国内リーグ              | 国内リーグ | 国内リーグ | 国内カップ | 国内カップ | 欧州カップ | 欧州カップ | 合計 | 合計 |
| クラブ             | シーズン         | 所属リーグ              | 出場       | 得点       | 出場       | 得点       | 出場       | 得点       | 出場 | 得点 |
| ------------------ | ---------------- | ----------------------- | ---------- | ---------- | ---------- | ---------- | ---------- | ---------- | ---- | ---- |
| エスパニョールB    | 2009-10          | セグンダ・ディビシオンB | 28         | 0          |            |            | -          | -          | 28   | 0    |
| エスパニョールB    | 合計             | 合計                    | 28         | 0          |            |            | -          | -          | 28   | 0    |
| バダロナ (loan)    | 2010-11          | セグンダ・ディビシオンB | 5          | 0          |            |            | -          | -          | 5    | 0    |
| バダロナ (loan)    | 合計             | 合計                    | 5          | 0          |            |            | -          | -          | 5    | 0    |
| パンドゥリイ       | 2011-12          | リーガ1                 | 25         | 4          |            |            | -          | -          | 25   | 4    |
| パンドゥリイ       | 2012-13          | リーガ1                 | 19         | 5          |            |            | -          | -          | 19   | 5    |
| パンドゥリイ       | 合計             | 合計                    | 44         | 9          |            |            | -          | -          | 44   | 9    |
| シュトゥットガルト | 2012-13          | ブンデスリーガ1部       | 11         | 1          | 2          | 0          | 3          | 0          | 16   | 1    |
| シュトゥットガルト | 2013-14          | ブンデスリーガ1部       | 29         | 7          | 2          | 0          | 3          | 0          | 34   | 7    |
| シュトゥットガルト | 2014-15          | ブンデスリーガ1部       | 26         | 2          | 1          | 0          | -          | -          | 27   | 2    |
| シュトゥットガルト | 2015-16          | ブンデスリーガ1部       | 25         | 1          | 2          | 1          | -          | -          | 27   | 2    |
| シュトゥットガルト | 2016-17          | ブンデスリーガ2部       | 25         | 5          | 2          | 0          | -          | -          | 27   | 5    |
| シュトゥットガルト | 合計             | 合計                    | 116        | 16         | 9          | 1          | 6          | 0          | 131  | 17   |
| キャリア通算成績   | キャリア通算成績 | キャリア通算成績        | 193        | 25         | 9          | 1          | 6          | 0          | 208  | 26   |

### 代表での成績
出典:
| ルーマニア代表 | ルーマニア代表 | ルーマニア代表 |
| 年             | 出場           | 得点           |
| -------------- | -------------- | -------------- |
| 2012           | 4              | 2              |
| 2013           | 9              | 0              |
| 2014           | 7              | 0              |
| 2015           | 7              | 1              |
| 2016           | 2              | 0              |
| 2017           | 1              | 1              |
| Total          | 30             | 4              |

#### 代表での得点
出典:
| #  | 開催日         | 開催地           | 対戦国       | スコア | 結果 | 大会                          |
| -- | -------------- | ---------------- | ------------ | ------ | ---- | ----------------------------- |
| 1. | 2012年9月11日  | ブカレスト       | アンドラ     | 4-0    | 4-0  | 2014 FIFAワールドカップ予選   |
| -  | 2012年11月14日 | ブカレスト       | ベルギー     | 1-1    | 2-1  | FIFA非公認親善試合            |
| 2. | 2015年10月11日 | トースハウン     | フェロー諸島 | 0-3    | 0-3  | UEFA EURO 2016予選            |
| 3. | 2017年9月1日   | ブカレスト       | アルメニア   | 1-0    | 1-0  | 2018 FIFAワールドカップ予選   |
| 4. | 2018年10月11日 | ヴィリニュス     | リトアニア   | 2–1    | 2–1  | UEFAネーションズリーグ2018-19 |
| 5. | 2020年9月7日   | クラーゲンフルト | オーストリア | 3–1    | 3–2  | UEFAネーションズリーグ2020-21 |
| 6. | 2020年10月8日  | レイキャヴィーク | アイスランド | 1–2    | 1–2  | UEFA EURO 2020予選プレーオフ  |

## 獲得タイトル
クラブ
RCDエスパニョール
- コパ・デ・カンペオネス・フベニール : 2007-08